# Pedro Hontecillas Gómez
Pedro Hontecillas Gómez (Madrid, 13 de gener de 1982) és un futbolista madrileny, que ocupa la posició de lateral esquerre.

## Trajectòria
Es va formar a les categories inferiors del Rayo Vallecano. Mentre jugava a l'equip juvenil, la temporada 00/01, va debutar a la màxima categoria amb el primer rayista. L'estiu del 2001 fitxa pel tercer equip de l'Atlètic de Madrid, l'Atlético Aviación, que militava a Tercera.
La temporada 04/05 deixa l'Aviación pel CD Manchego. A partir d'ací, la seua carrera transcorre per modestos equips: CD Cobeña (05), UD Socuéllamos (05/07), CD Marchamalo (07/08).